# José Oyanguren
José Oyanguren (Vergara en 1800; Dávao, Filipinas, el 10 de octubre de   1858) fue abogado español, pionero y fundador de la provincia de Nueva Guipúzcoa en la isla de Mindanao.

## Biografía
Estudia  leyes en España.
Por sus ideas liberales  embarca a Filipinas en 1825 donde se dedica al comercio. 
Ejerce como juez en Tondó  durante cinco años. 
En  Caraga conoce a María Luisa Azaola. Al conocer la muerte de  Antonio Azaola  a consecuencia de una ataque de los piratas moros que incendiaron su barco, corría el año de 1844, Oyanguren emprendió una expedición de castigo contra los piratas del seno de Dávao.

## Nueva Guipúzcoa

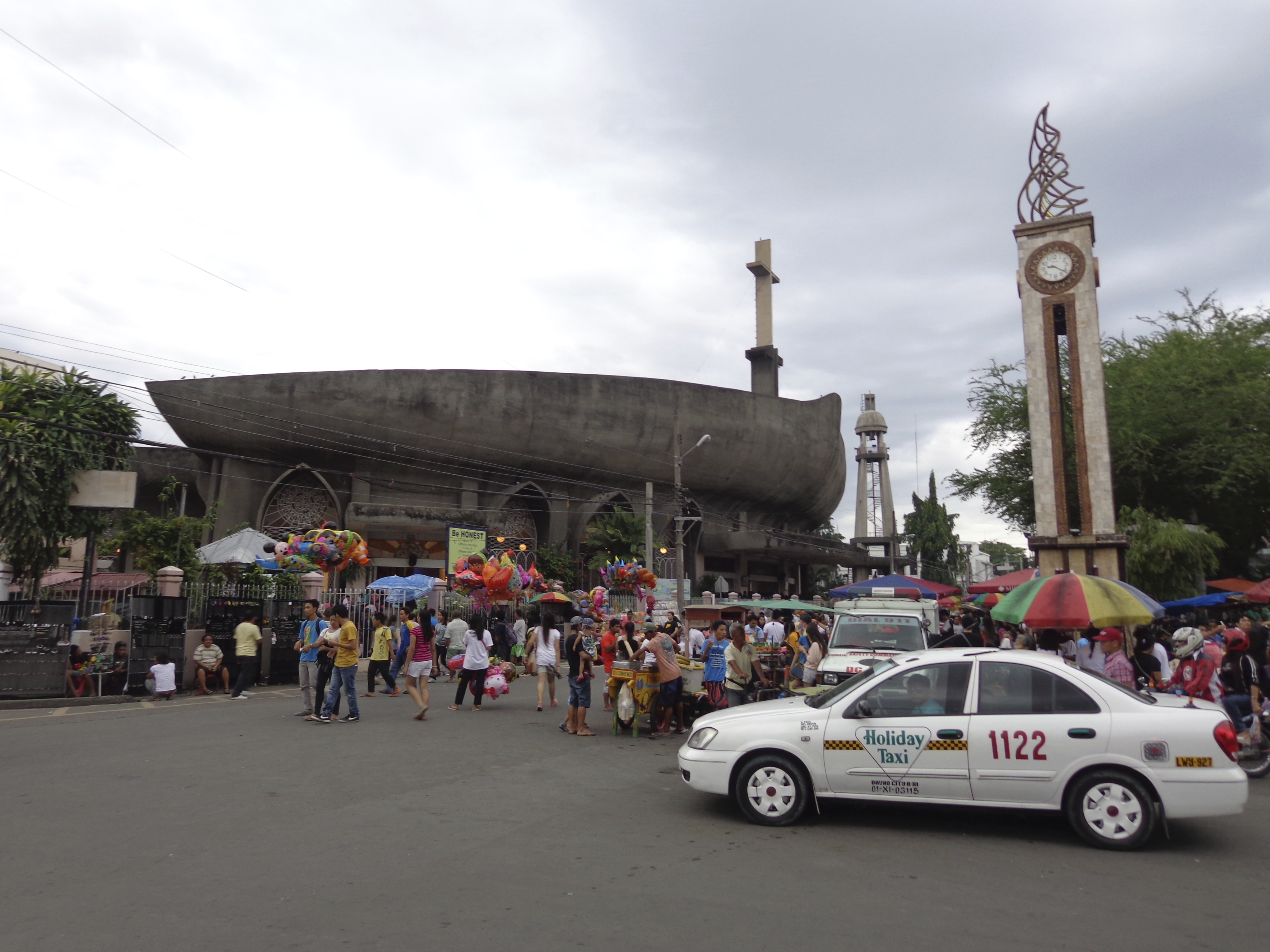
Catedral de San Pedro en Dávao.

En el mes de febrero de 1847, tras conocerse la cesión del seno de Dávao por parte del sultán de Mindanao,  parte al frente de una  expedición para la ocupación de Dávao, objetivo logrado  en enero de 1849.
El 29 de junio de 1848,  mandó celebrar misa en honor a San Pedro, lugar en el que mandó edificar la actual catedral católica de San Pedro, ciudad fundada por él inicialmente como Nueva Vergara, en honor a su ciudad natal en España.
Gobernó la provincia hasta el 25 de noviembre  de 1851, cuando fue destituido por el  gobernador Juan Antonio de Urbiztondo. No acepta recurriendo sin éxito a la Audiencia, fallecerá en la ruina en octubre de 1858.